# Amanda Landers-Murphy
Amanda Landers-Murphy, née le 7 juin 1991 à Rotorua, est une joueuse professionnelle de squash représentant la Nouvelle-Zélande. Elle atteint, en février 2013, la  35e place mondiale sur le circuit international, son meilleur classement. Avec Joelle King, elle est championne du monde du double  en 2016 et 2017 et remporte les Jeux du Commonwealth en 2018.

## Biographie
Elle commence à jouer très jeune mais c'est à l'âge de treize ans qu'elle fait un choix entre le hockey sur gazon et le squash. A l'âge de dix-neuf ans, elle abandonne ses études en architecture et décide de passer professionnelle.